# Maurizio Arena
Maurizio Arena (eigentlich Maurizio Di Lorenzo; * 26. Dezember 1933 in Rom; † 21. November 1979 ebenda) war ein italienischer Schauspieler.

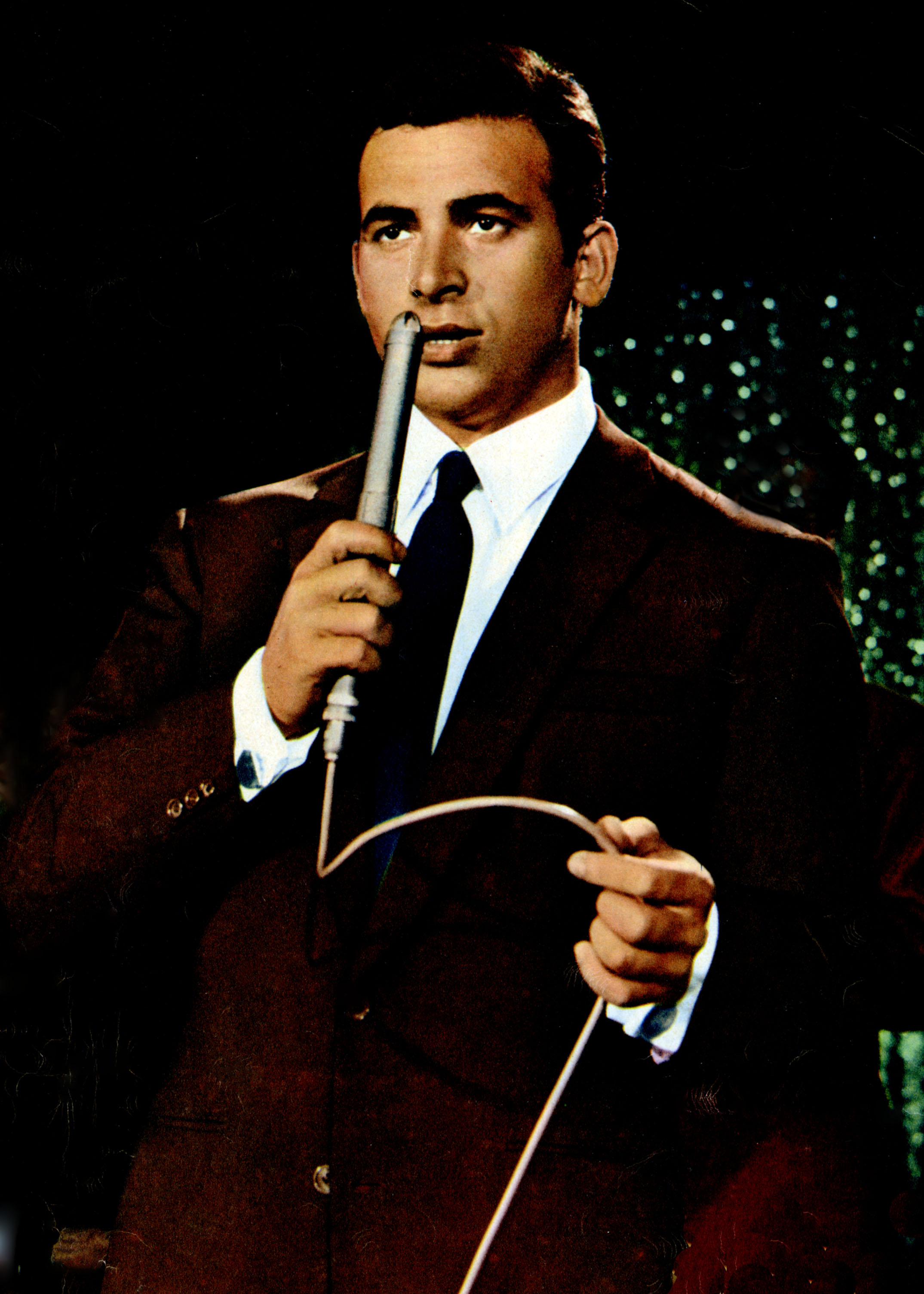
Maurizio Arena in Le magnifiche sette (1961)

## Leben
Maurizio Arena begann seine Filmkarriere 1952 mit einer kleinen Rolle in der leichten Komödie Bellezze in moto-scooter und hatte großen Erfolg mit seiner Interpretation des schönen, draufgängerischen Frauenschwarms in der dreiteiligen Poveri-Reihe, die ab 1956 entstand. Für vier oder fünf Jahre gehörte er zu den erfolgreichsten Darstellern Italiens, der in den zehn Jahren bis 1961 rund 50 Filme drehte. Neben seinen Rollen in insgesamt etwa 80 Werken (zwischen 1971 und 1976 drehte er erneut Film auf Film) inszenierte er mit mäßigem Erfolg zwei Filme selbst, zu denen er auch das Drehbuch beisteuerte. Seine schauspielerische Karriere war, nach dem großen Anfangserfolg, einem langsamen, aber stetigen Abstieg ausgesetzt. Stattdessen beherrschten oftmals Klatschnachrichten über seinen manchmal turbulenten Lebensstil des römischen „Dolce Vita“ die Schlagzeilen. In späteren Jahren betätigte Arena sich auch als „Heiler“. Nach seinem frühen Tod durch einen Herzinfarkt im Stadtteil Casal Palocco wurden in Rom ein Platz nach ihm benannt und an seinem Geburtshaus in der Via della Garbatella 24 eine Gedenktafel angebracht.
Eine Liebesaffäre mit der Adligen Maria Beatrice von Savoyen führte 1967 zu Schlagzeilen.

## Filmografie (Auswahl)
- 1952: Bellezze in moto-scooter
- 1956: Das fröhliche Urlaubshotel (Tempo di villeggiatura)
- 1956: Ich laß mich nicht verführen (Poveri ma belli)
- 1957: Heimweh, Stacheldraht und gute Kameraden (Gli italiani sono matti)
- 1957: Der Hund, der „Herr Bozzi“ hieß (Un angelo è sceso a Brooklyn)
- 1957: Puppe mit Pfiff (Belle ma povere)
- 1958: Welker Lorbeer (Un uomo facile)
- 1959: Arme Millionäre (Poveri milionari)
- 1959: Liebe und Verdruß (Amore e guai)
- 1959: Menschen, die im Schatten stehen (Il magistrato)
- 1959: Terror in Oklahoma (Il terrore dell'Oklahoma)
- 1960: Von mir aus auch mit Liebe (Il principe Fusto) (auch Regie)
- 1961: Der berittene Karabiniere (Il carabiniere a cavallo)
- 1961: Blond muß man sein auf Capri
- 1963: Marschier oder krepier (Marcia o crepa)
- 1964: Liebe im Zwielicht (La fuga)
- 1965: Die Puppen (Le bambole)
- 1966: Die Hölle von Macao
- 1967: Gli altri, gli altri e noi (auch Regie)
- 1968: An einem Freitag in Las Vegas (Las Vegas, 500 millones)
- 1971: Großer, laß' die Fetzen fliegen (Er più)
- 1973: Die Ermordung Matteottis (Il delitto Matteotti)
- 1975: Il sogno di Zorro
- 1976: Die Herrenreiterin (La padrona è servita)
- 1978: Pugni, Dollari e spinaci